# Maurice Evans
Maurice Evans (n. 3 iunie 1901, Dorchester, Anglia, Regatul Unit al Marii Britanii și Irlandei – d. 12 martie 1989, Rottingdean⁠(d), Brighton & Hove, Anglia, Regatul Unit) a fost un actor englez de film. A primit cetățenia americană în anul 1941.

## Copilăria și începutul carierei
Actorul englez este binecunoscut pentru interpretarea personajelor lui William Shakespeare. Prima sa apariție pe scenă s-a desfășurat în 1926, iar în 1934 a jucat rolurile Hamlet, Richard al II-lea și Iago. A apărut pe Broadway în 1936 în Romeo și Julieta, dar cel mai mare impact l-a avut în rolul lui Richard al II-lea, o producție cu un succes neașteptat. De atunci a jucat în piesele lui Shakespeare „A douăsprezecea noapte”, „Henric al IV-lea”, „Macbeth”, toate în regia lui Margaret Webster. A mai jucat în piesa „Sfântul Ion” de George Bernard Shaw. La începutul celui de-al doilea război mondial s-a înrolat în armată, acolo făcând parte dintr-o trupă de teatru. Mai târziu a fost producător al multor producții de pe Broadway, cu care a avut foarte mare succes. În anii '60 a jucat în mai multe producții de televiziune, cu același succes la public. A făcut și film, iar în producția Batman a jucat rolul Puzzler. Cu un mare impact asupra publicului l-au avut rolurile din filmele Planeta maimuțelor, Rosemary's Baby sau Hutch. Este actorul care a intrat în istorie pentru că a jucat cel mai mult Shakespeare. În antologia Hallmark Hall of Fame, postul de televiziune i-a alocat cea mai amplă emisie, pentru prezentarea întregii cariere.

## Filmografie
- Misterul din Caraibe (SUA, 1983)
- Columbo: Doamna uitată (SUA, 1975)
- Secretul planetei maimuțelor (SUA, 1970)
- Planeta maimuțelor (SUA, 1968)
- Un copil pentru Rosemary (SUA, 1968)
- Ne lipsește un spion (SUA, 1966)
- Stăpânul domeniului (SUA, 1965)
- Kind Lady (SUA, 1951)

## Legături externe
- Maurice Evans la Internet Movie Database